# Albert Ziegler

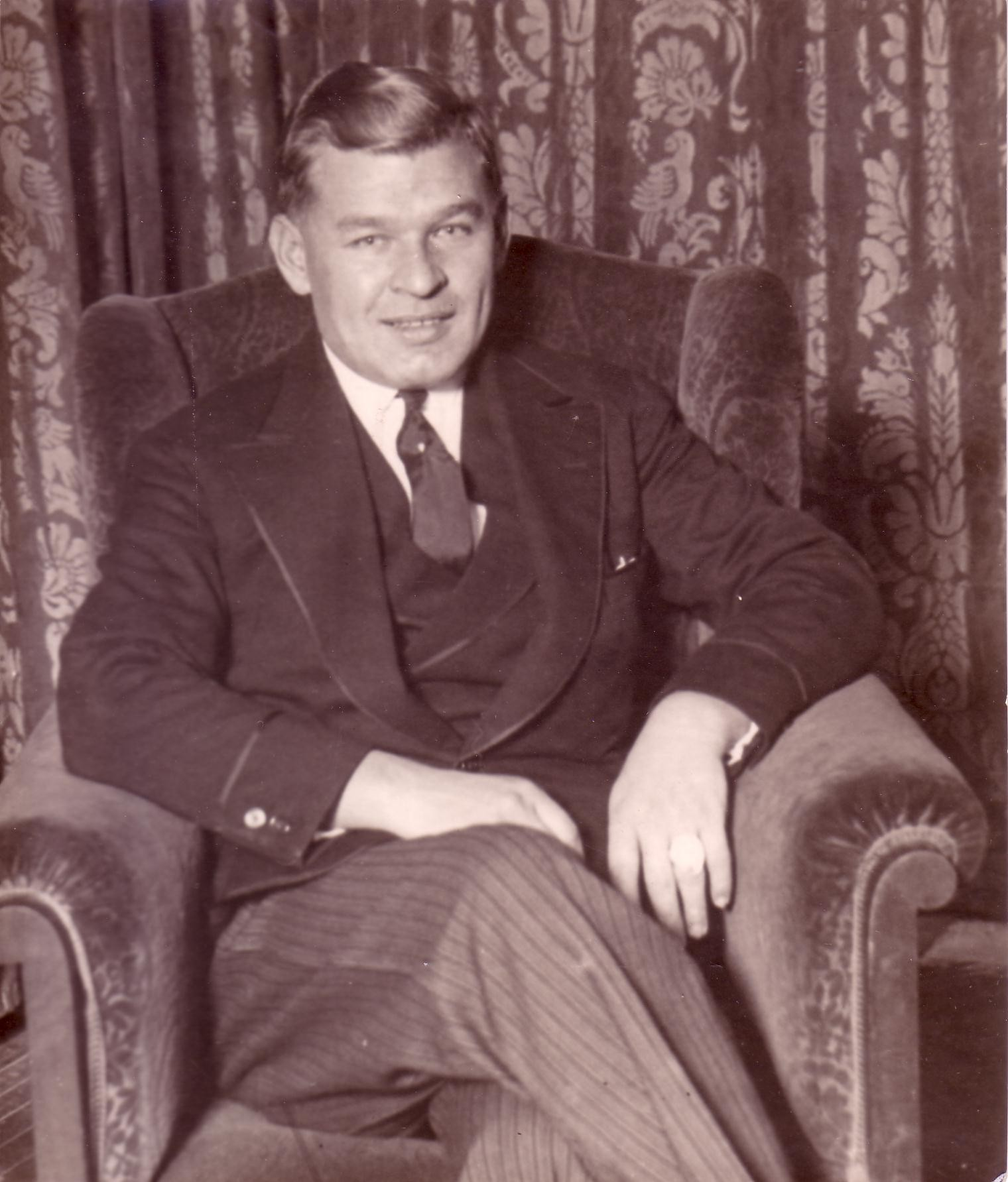

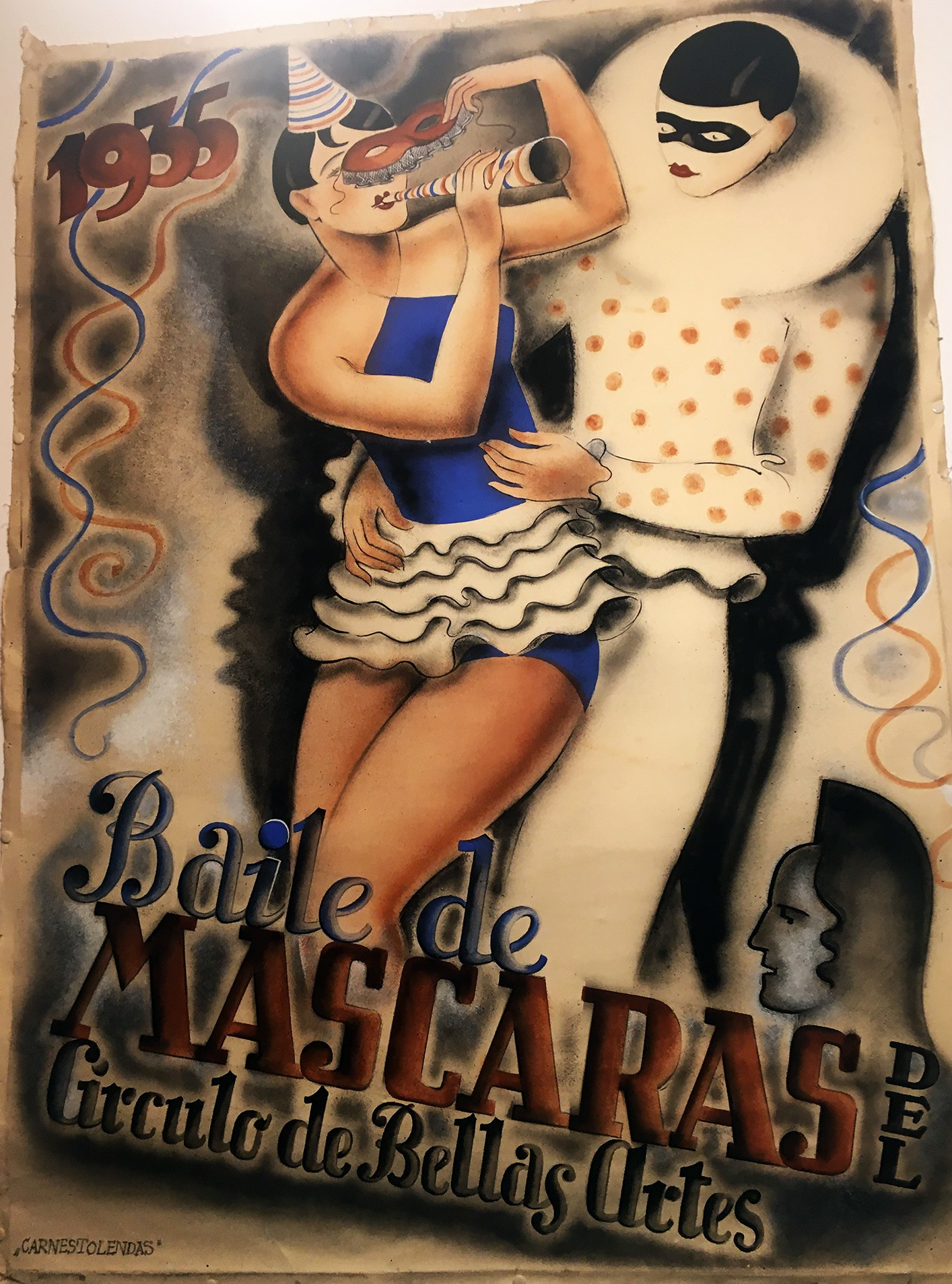
Cartel del Baile de Carnaval en el Círculo de Bellas Artes, Madrid (1935). Alberto Ziegler

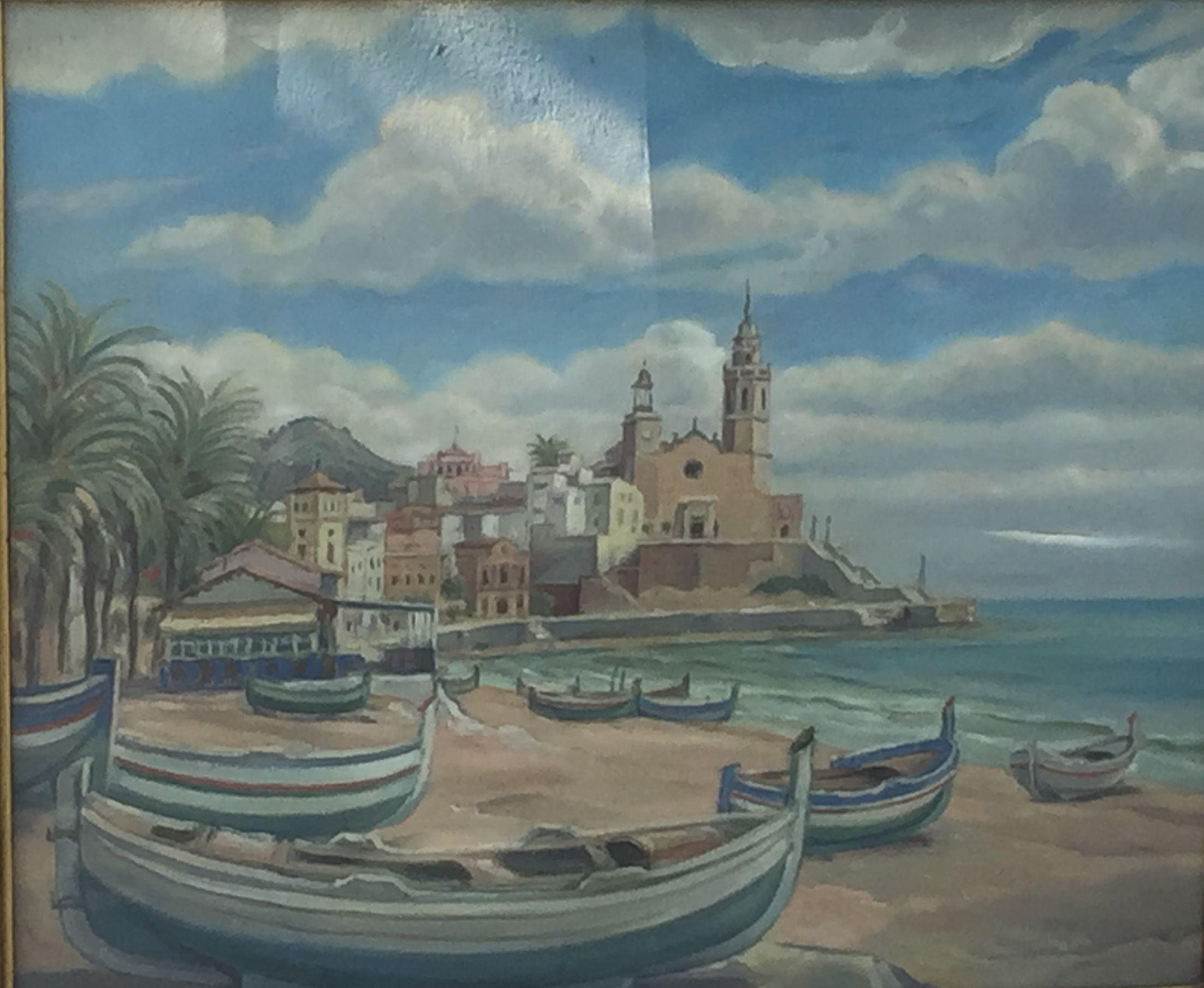
Sitges, por Alberto Ziegler

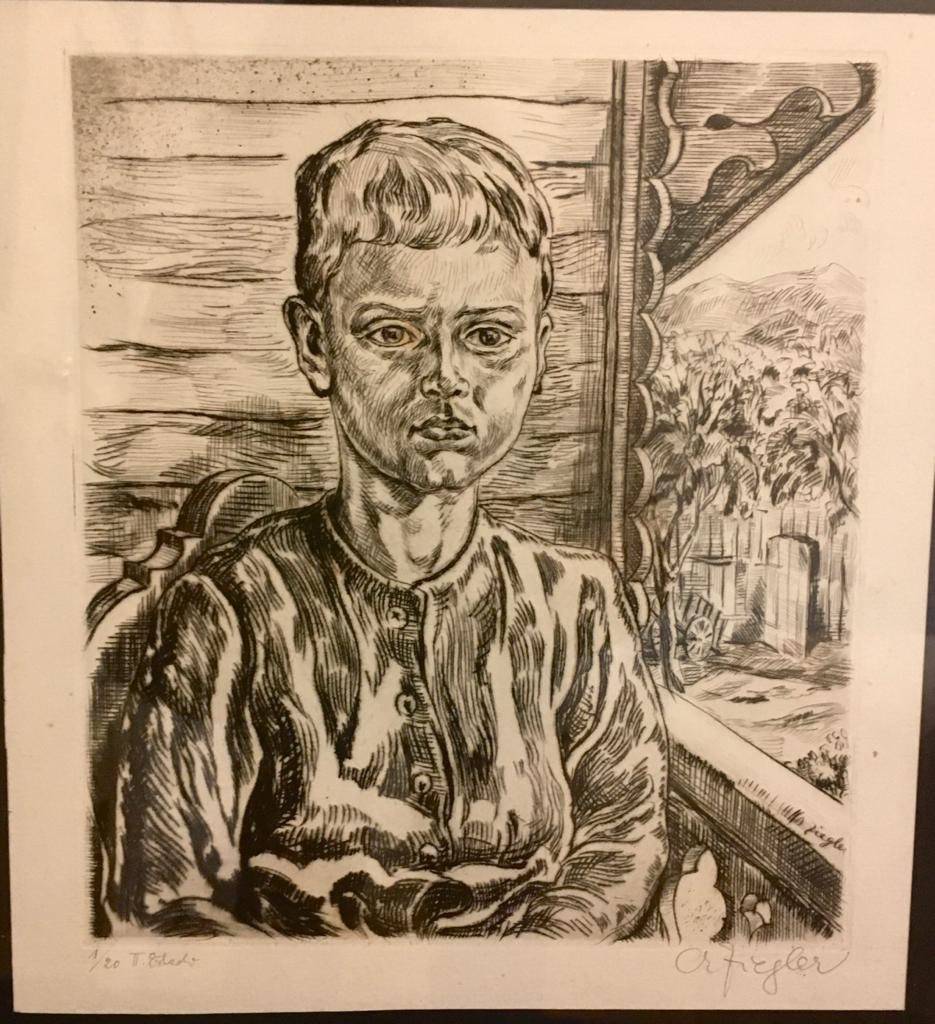
Mi amigo Adof de joven. Grabado de Albert Ziegler

Albert (o Alberto) Ziegler (nacido el 27 de mayo de 1900 en Múnich, Alemania, y fallecido el 18 de septiembre de 1953 en Poitiers, Francia) fue un pintor, dibujante y grabador que desarrolló la mayor parte de su carrera en España. Aparte de ser conocido en el mundo cultural por su obra pictórica, destacó también por la labor que, junto con su compañera Juana Moreno de Sosa, realizó para difundir las novelas de Thomas Mann en España.

## Trayectoria
De adolescente, Alberto Ziegler, siguiendo la tradición paterna, empezó su formación como litógrafo en la casa Oscar Consée (Múnich), estudios que interrumpió para servir en el ejército durante la Gran Guerra y que continuó, entre 1919 y julio de 1923, en la prestigiosa Academia de Bellas Artes de Múnich, centro en el que asiste a las clases de los profesores Peter Halm, Adolf Schinnerer y Hugo von Habermann, de quienes siempre se consideraría discípulo. En 1923, realizó un viaje de estudios a España, país en el que acabó instalándose. Su relación con Juana Moreno de Sosa, una discípula de María de Maeztu en la Residencia de Señoritas, pensionada de la Junta para Ampliación de Estudios (JAE) y profesora del Instituto-Escuela, favoreció su integración en la sociedad española. Con Juana, con quien compartía inquietudes culturales y una afición especial al paisaje y al excursionismo (de hecho, se habían conocido en el Club Alpino Español), viajó por Europa y por España. Fruto de esos viajes fueron numerosos cuadros, dibujos y grabados de pueblos y ciudades españolas, que expuso en diversas galerías. En 1927, el escritor Thomas Mann autorizó a Ziegler a gestionar la publicación de sus obras en España y a Juana, a traducir al castellano Königliche Hoheit (Alteza Real). Esta traducción de Juana Moreno se publicó en la Editorial Aguilar en 1928 (o 1929), con una portada diseñada por Ziegler. Por esas mismas fechas, contrajo matrimonio civil con Juana Moreno.  Antes de la guerra, Alberto Ziegler expuso su obra en el Ateneo de Madrid (1924); Círculo de Bellas Artes (1928); el Museo de Arte Moderno de Madrid (1933), además de en varias galerías españolas y extranjeras. Durante la Segunda República, pareció cada vez más integrado en la sociedad y cultura españolas: se hizo ciudadano español en 1933, el mismo año en que expuso en el Museo de Arte Moderno. Esta muestra de sus grabados y pinturas recibió los mayores elogios en La Voz:  
"Andariego [Ziegler], a caza de emociones, pasa de la madrileña Virgen del Puerto, o de la Guindalera, a León, donde encuentra asuntos en la plaza del Mercado o en San Isidoro. Arenas de San Pedro, Burgos, Puentedeume, Betanzos, Gijón e Ibiza son testimonios plásticos de su actividad pictórica. En cuanto grabador, se acordará, además de Arenas de San Pedro y de Burgos, de Salamanca y de Santiago de Compostela; en la plancha o en la piedra litográfica quedarán fijados los rasgos característicos de esta o de aquella población. La técnica fina de la puntaseca será empleada por él para traducir las palmeras de Elche o el amenazado templo de las Calatravas.

El pintor y el grabador marchan compenetrados en una personalidad definida, que igual cultiva el paisaje que el costumbrismo o que la figura y el retrato. Vigoroso, a veces seco, acierta en general con la nota que radica en el natural. Recuerdo alguna página suya de Madrid que pocos grabadores españoles contemporáneos podrían llegar a superar. Hay que decirlo, porque la verdad no es otra." 
Y de Manuel Abril en Blanco y Negro, quien escribió: "Obra seria y concienzuda la de este alemán-español que aprendió el arte de pintar bien en todas las corrientes de Europa y que vino a España para contemplarla con ojos de hijo adoptivo y expresarla con arte europeo".  Su aguafuerte Un café cantante de 1923 (Colección particular), reproducido en numerosas ocasiones, constituye un buen ejemplo de la particular sensibilidad de Alberto Ziegler en captar escenas de la vida cotidiana española. Muy probablemente, se trata del famoso Café de la Magdalena, en Madrid. El 1935, Alberto Ziegler realizó un cartel anunciando el Baile de Carnaval del Círculo de Bellas Artes en Madrid. Dos obras suyas (Retrato de mi mujer y Muchacha a la ventana) se mostraron en la Exposición de la Sociedad de Artistas Ibéricos en París (L'Art Espagnol Contemporain), que se celebró entre febrero y abril de 1936. La Exposición Nacional de Bellas Artes de 1936, que tuvo lugar en los Palacios del Retiro durante los meses de mayo y junio, incluyó varios aguafuertes suyos.  Alberto Ziegler pasó la mayor parte de la Guerra Civil en Cataluña y Francia.  En 1937, en el Pabellón de España de la Exposición Internacional de París se expuso su grabado Descargadores del puerto. Ese mismo año, ayudó a Juana Moreno y Rosa Spottorno (la esposa de José Ortega y Gasset) en las colonias de niños evacuados acogidos en el Palacio de Pedralbes (Barcelona), encargándose de coordinar las actividades teatrales. Al terminar la contienda, regresó junto con su esposa a Madrid y se volvieron a instalar en su casa de la Colonia de Cruz del Rayo.  Durante la posguerra, su actividad profesional se centró sobre todo en la decoración, el interiorismo y la pintura de encargo. Falleció, sin dejar descendencia, en accidente de coche en Francia en 1953. Conservan obra suya anterior a la Guerra Civil la Real Academia de Bellas Artes de San Fernando, el Ayuntamiento de Madrid y el Ayuntamiento de Toledo, entre otras instituciones. Uno de sus más apreciados aguafuertes de Toledo (1930) pudo verse en la exposición de Manuel de Terán, celebrada en la Residencia de Estudiantes (2007).

## Distinciones
- Accésit del Concurso de Grabado. Dirección General de Bellas Artes (1934).
- Medalla de Tercera Clase en la Exposición Nacional de Artes Decorativas e Industriales (1949).Juana Moreno y Albert Ziegler en 1930. Tossa de Mar por Alberto ZieglerMujer en la ventana. Grabado de Alberto Ziegler...

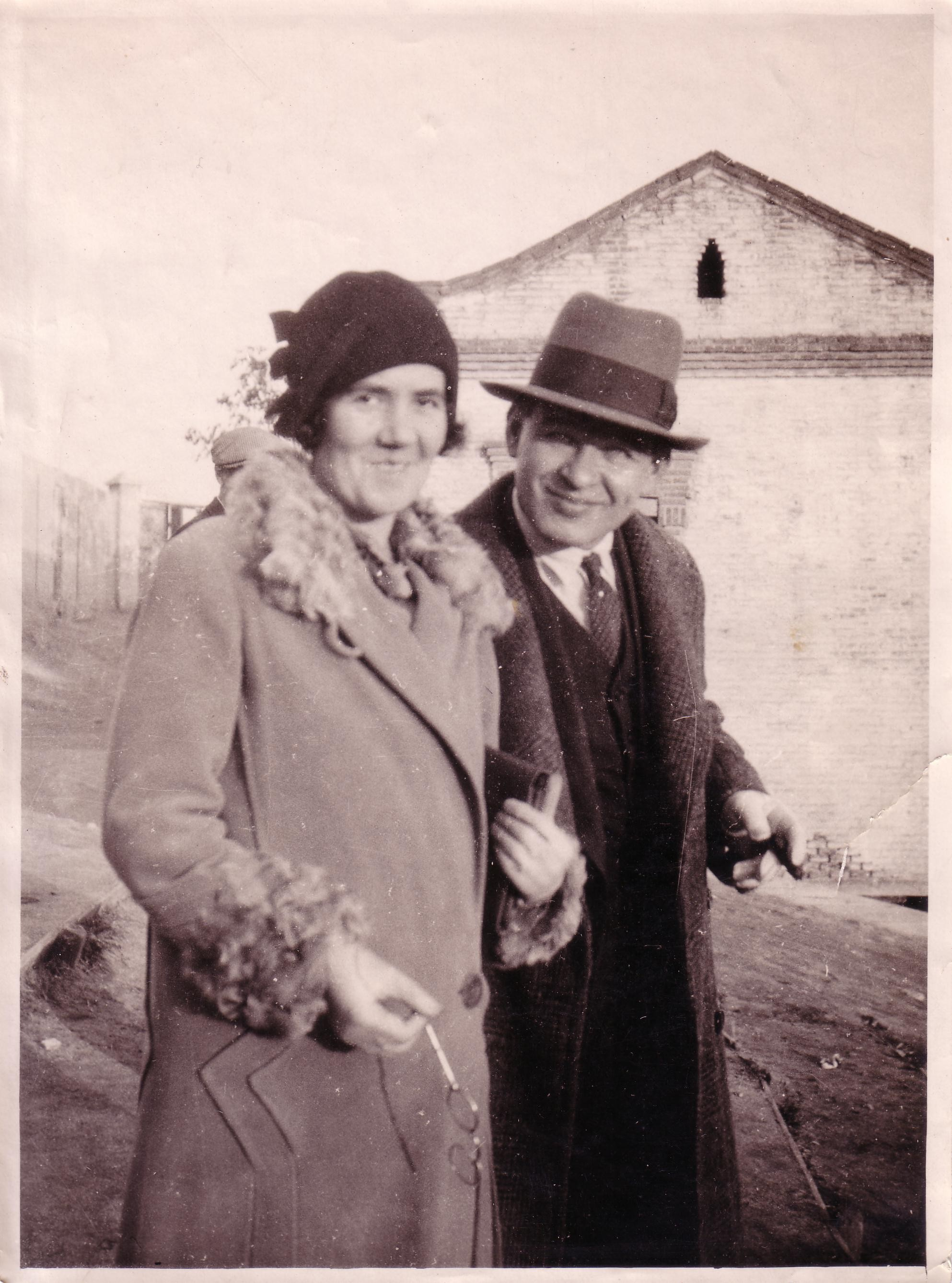
Juana Moreno y Albert Ziegler en 1930.

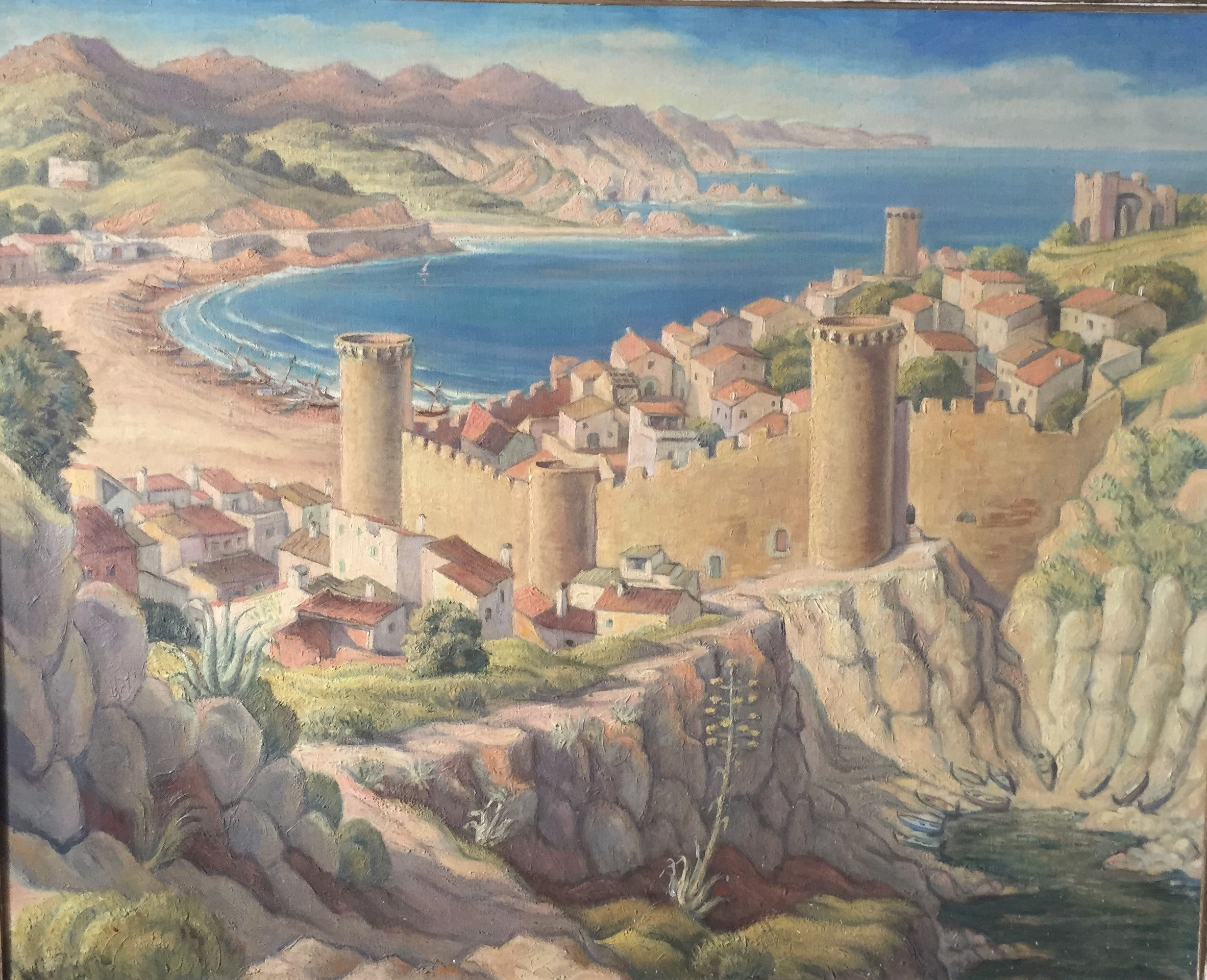
Tossa de Mar por Alberto Ziegler

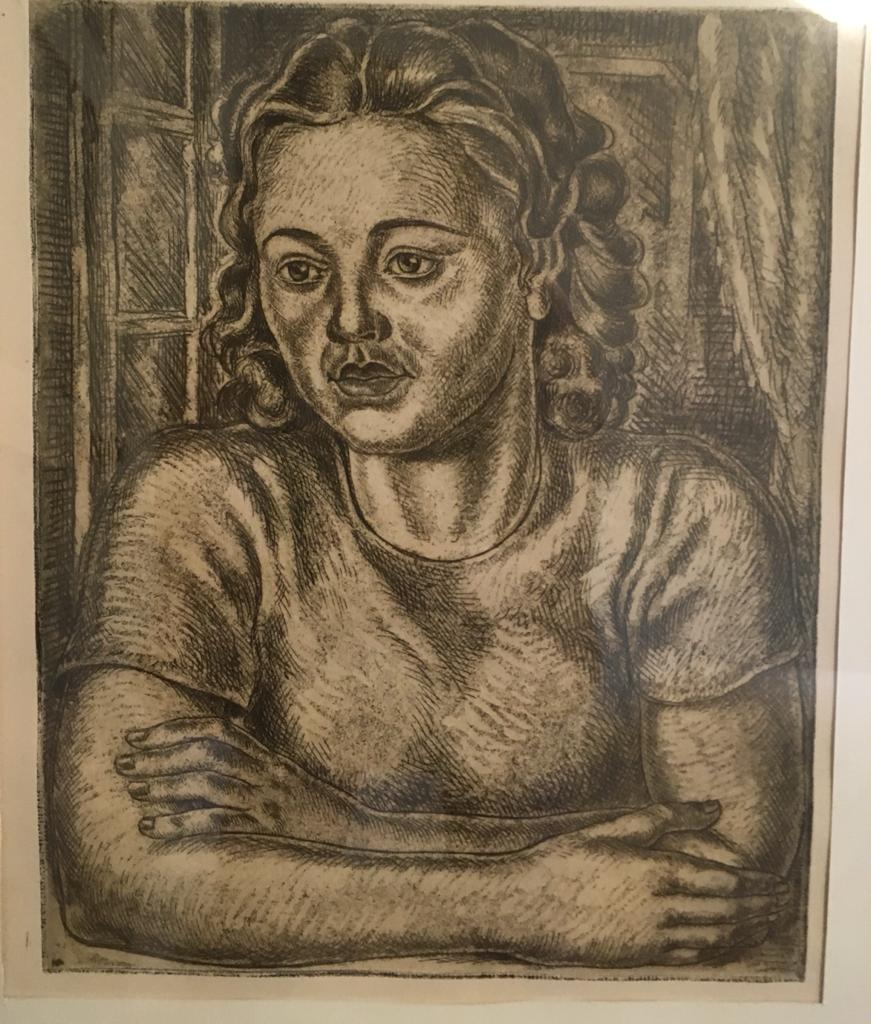
Mujer en la ventana. Grabado de Alberto Ziegler

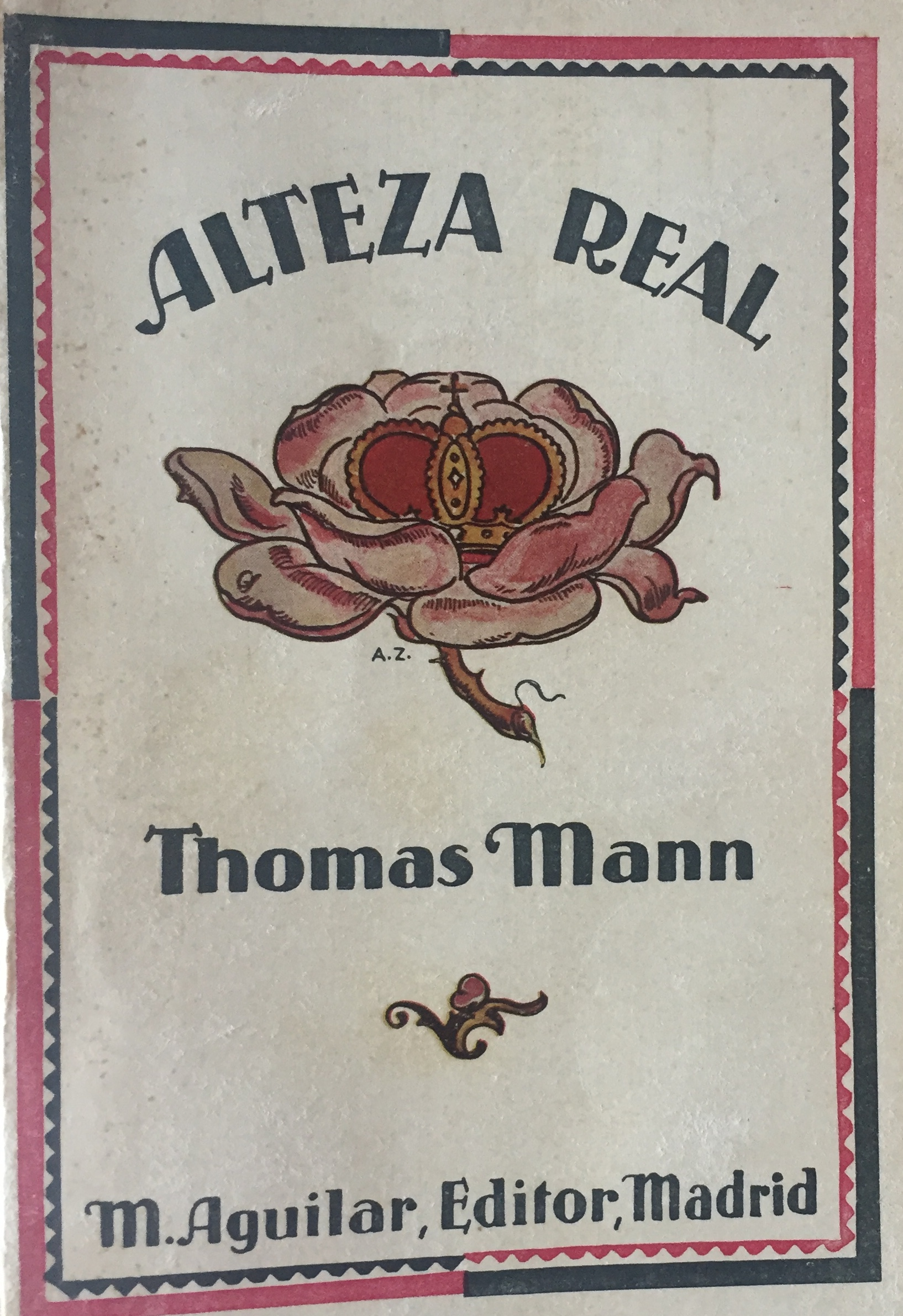
Portada de la traducción de Juana Moreno de Alteza Real (Thomas Mann). Madrid, Aguilar, ¿1928? Diseño de portada Albert Ziegler.

## Bibliografía

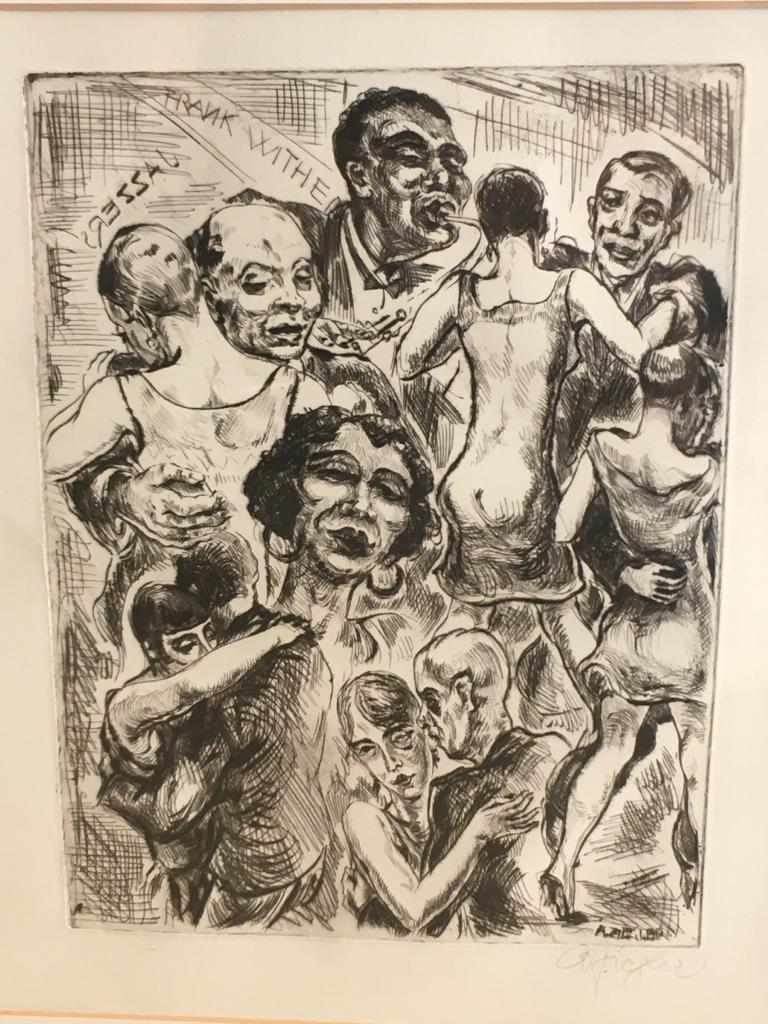